# Only Time (chanson)
 (mars 2024).
Si vous disposez d'ouvrages ou d'articles de référence ou si vous connaissez des sites web de qualité traitant du thème abordé ici, merci de compléter l'article en donnant les références utiles à sa vérifiabilité et en les liant à la section « Notes et références ».
Pour les articles homonymes, voir Only Time.
Singles de Enya
Only If...
(1997) Wild Child
(2001)
Only Time est une chanson composée et enregistrée par la chanteuse irlandaise Enya, et sortie en single en novembre 2000, premier extrait de l'album A Day Without Rain.

## Single
À ce jour, Only Time est le plus grand succès d'Enya aux États-Unis, où il a atteint la 10e place du Billboard Hot 100, ainsi que la première du Hot Adult Contemporary Tracks. Il se classe en tête des ventes en Allemagne et en Suisse.
En 2001, une version remixée de Only Time est publiée. Le remix a été réalisé par le duo Swiss American Federation (S.A.F.) formé des DJs et producteurs Christian B. et Marc Dold, avec la touche finale ajoutée par le producteur d'Enya, Nicky Ryan. Enya a fait don des bénéfices de la vente de ce single à Uniform Firefighters Association's Widows' and Children's Fund pour aider les familles des pompiers après les attentats du 11 septembre.

## Paroles
Le thème de la chanson est la patience. Le futur toujours incertain par nature nous fait souvent ressentir de l'anxiété, de l'inquiétude et un sentiment d'insécurité. S'obstiner à vouloir tout prévoir est vain et illusoire. Le titre « Only time » rappelle que « seul le temps » donnera finalement des réponses à toutes nos questions. La musique douce et calme nous accompagne dans ce lâcher prise vers la patience.

## Clip vidéo
La clip de Only Time a été réalisé par Graham Fink et dévoilé en 2000. Il montre Enya chantant sous la pluie.

## Utilisation dans les médias
Only Time est présente dans la bande originale du film Sweet November.
Au cours de l'été 2001, NBC a utilisé la chanson dans des publicités pour promouvoir la série télévisée Friends, qui a terminé sa saison sur un cliffhanger. L'exposition a aidé à la familiarité du public avec le titre et a augmenté ses diffusions à la radio. En conséquence, la chanson est devenu le premier top hit 40 radio de Enya en 12 ans.
La chanson est aussi apparue à deux reprises sur l'émission de télévision Viva La Bam, d'abord dans un montage où Bam Margera détruit les voitures de Don Vito dans Bamiature Golf et de nouveau dans Where's Vito? lors d'une rétrospective qui montre le Hummer de Bam après qu'il a été jeté de la falaise par Vito.
Le 13 novembre 2013, une campagne Volvo Trucks mettant en vedette la chanson et Jean-Claude Van Damme a été lancée. Le succès de cette campagne a provoqué la réapparition de Only Time dans le Billboard Hot 100, à la 43e place, et dans le UK Singles Chart à la 95e place.
La chanson est présente sur la bande originale du film Deadpool 2 (2018) ou encore dans le film Thor: Love and Thunder (2022).

## Classements hebdomadaires
| Classement (2000–2002)          | Meilleure position |
| ------------------------------- | ------------------ |
| Allemagne (Media Control AG)    | 1                  |
| Autriche (Ö3 Austria Top 40)    | 2                  |
| États-Unis (Hot 100)            | 10                 |
| Écosse (OCC)                    | 38                 |
| Canada (Digital Songs)          | 1                  |
| États-Unis (Adult Contemporary) | 1                  |
| États-Unis (Adult Pop Songs)    | 1                  |
| France (SNEP)                   | 51                 |
| Italie (FIMI)                   | 17                 |
| Pays-Bas (Single Top 100)       | 44                 |
| Royaume-Uni (UK Singles Chart)  | 32                 |
| Suède (Sverigetopplistan)       | 30                 |
| Suisse (Schweizer Hitparade)    | 1                  |